# Maarit Jaakkola
Maarit Jaakkola, född 18 februari 1980, är en svensk medieforskare, medie- och journalistutbildare samt facklitterär författare bosatt i Härryda kommun. 

## Biografi
Jaakkola är född och uppvuxen i Tammerfors i Finland. Hon har magisterexamen i journalistik och germansk filologi från Tammerfors universitet. Hon disputerade 2015 i journalistik vid Tammerfors universitet med avhandlingen The contested autonomy of arts and journalism: Change and continuity of the dual professionalism of cultural journalism. Hon har även licentiatsexamen i journalistik och lärarexamen från Tammerfors universitet. Jaakkola är docent i journalistik vid Göteborgs universitet och vid Tammerfors universitet.
Jaakkola arbetar som biträdande föreståndare på Nordicom. Hon är chefredaktör och ansvarig utgivare för  NordMedia Network, en digital plattform för nordiska medieforskare. Hon grundade även ett nationellt forskarnätverk för samverkan kring forskning om medie- och informationskunnighet (MIK) vid Mediemyndigheten. Tidigare har hon arbetat som universitetslärare vid journalistutbildningen i Tammerfors, journalist bland annat i Helsingin Sanomat och Finska notisbyrån samt kommunikatör på Tampere Film Festival.
Jaakkola arbetar som vetenskaplig redaktör och var bland annat chefredaktör för Kulttuurintutkimus, den finska referentgranskade tidskriften i kulturstudier som blev utsedd till Årets vetenskapliga tidskrift 2024 i Finland. Hennes specialområde är medie- och informationskunnighet (MIK), där hon har arbetat som internationell expert för Unesco. Hon är även den enda nordiska medförfattaren till Unescos globala MIK-ramverk.
Jaakkola har även arbetat för att lyfta det finska språkets ställning i Sverige. Hon har bland annat initierat den sverigefinska uppsatstävlingen vid Sverigefinländarnas delegation.